# Иванов, Спиридон Алексеевич
Спиридон Алексеевич Иванов (род. 1928) — советский и российский учёный-историк, доктор филологических наук, заслуженный ветеран Сибирского отделения АН СССР (1990).
Специалист в области якутской диалектологии. Автор более 100 научных и научно-популярных работ, а также 6 монографий.

## Биография
Родился 6 марта 1928 года во 2-м Кюлетском наслеге Вилюйского района Якутской АССР.
После окончания семи классов в годы Великой Отечественной войны был рабочим в родном наслеге. В 1948 году окончил Вилюйское педагогическое училище, а в 1956 году — Якутский педагогический институт (ныне Северо-Восточный федеральный университет).
Трудовую деятельность начал в 1948 году учителем начальных классов, затем был заведующим начальной школы (1952). По окончании института, в 1956—1969 годах, работал преподавателем якутского языка и литературы, завучем, заместителем редактора Вилюйской районной газеты и редактором Якутского книжного издательства. В 1969 году Спиридон Алексеевич перешел на научную работу в Институт языка, литературы и истории Сибирского отделения Академии наук СССР (ИЯЛИ АН СССР): младший научный сотрудник, научный сотрудник (1986—1989), старший научный сотрудник (1989—1993). Затем перешел на работу в Института гуманитарных исследований и проблем малочисленных народов Севера Сибирского отделения РАН (ИГИиПМНС СО РАН): в 1996—1999 годах был ведущим научным сотрудником, в 2000—2008 годах — главным научным сотрудником, с 2008 года по настоящее время — старший научный сотрудник сектора грамматики и диалектологии якутского языка.
В 1982 году в Алма-Ате в диссертационном совете при Институте языкознания АН Казахской ССР защитил кандидатскую диссертацию на тему «Аканье и оканье в говорах якутского языка». В 1995 году в Якутске в диссертационном совете при Институте гуманитарных исследований Академии наук Республики Саха (Якутия) защитил докторскую диссертацию на тему «Центральная диалектная зона якутского языка: фонетика и морфология (в ареально-историческом освещении)».

## Награды
- Был награждён медалью «За доблестный труд в Великой Отечественной войне 1941—1945 гг.».
- В 1996 году президиум Академии естественных наук России наградил учёного памятной медалью академии, посвящённой П. Л. Капице.
- Он удостоен званий «Заслуженного деятеля науки Республики Саха (Якутия)» и «Почетного работника науки и техники Российской Федерации», а также знака отличия «Гражданская доблесть»[3].
- В 2013 году ему была присуждена премия Главы Республики Саха (Якутия) в области сохранения, изучения и развития родных языков имени Семена Андреевича Новгородова (за многолетнюю плодотворную деятельность по пропаганде родного языка).[4]